# 6 Cassiopeiae
6 Cassiopeiae ist ein etwa 8200 Lichtjahre entferntes Vierfach-Sternsystem, das sich im Sternbild Kassiopeia befindet.
6 Cas A ist ein weißer Überriese der Spektralklasse A. Nach Rho Cassiopeiae ist 6 Cas A der leuchtkräftigste Stern der Sternassoziation Cas OB5, die im Sternbild Kassiopeia auf der nördlichen Halbkugel zu finden ist.
6 Cas A ist vermutlich mindestens 25-mal so schwer wie die Sonne. Seine scheinbare Helligkeit beträgt +5,43 mag, damit ist er unter guten Bedingungen mit dem bloßen Auge schwach wahrnehmbar. Mit einer absoluten visuellen Helligkeit von −8,3 mag ist er einer der hellsten Sterne überhaupt. Im Vergleich zur Sonne ist er 195.000-mal heller.
Momentan entwickelt sich 6 Cassiopeiae vergleichsweise wie Deneb zu einem Roten Überriesen.
Über die drei kleinen Komponenten ist wenig bekannt.